# Thrichomys inermis
Thrichomys inermis là một loài động vật có vú trong họ Echimyidae, bộ Gặm nhấm. Loài này được Pictet mô tả năm 1941.

## Hình ảnh

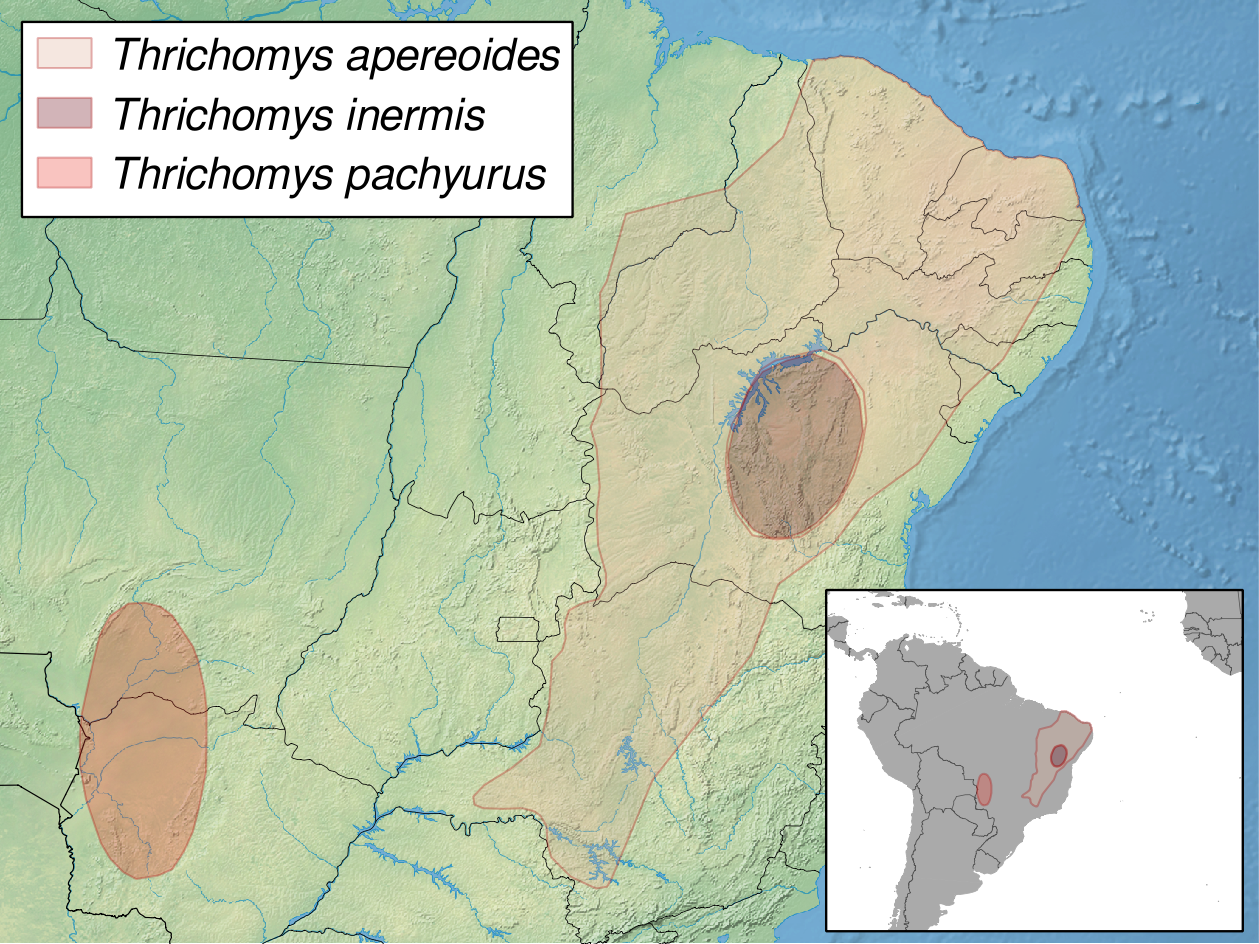
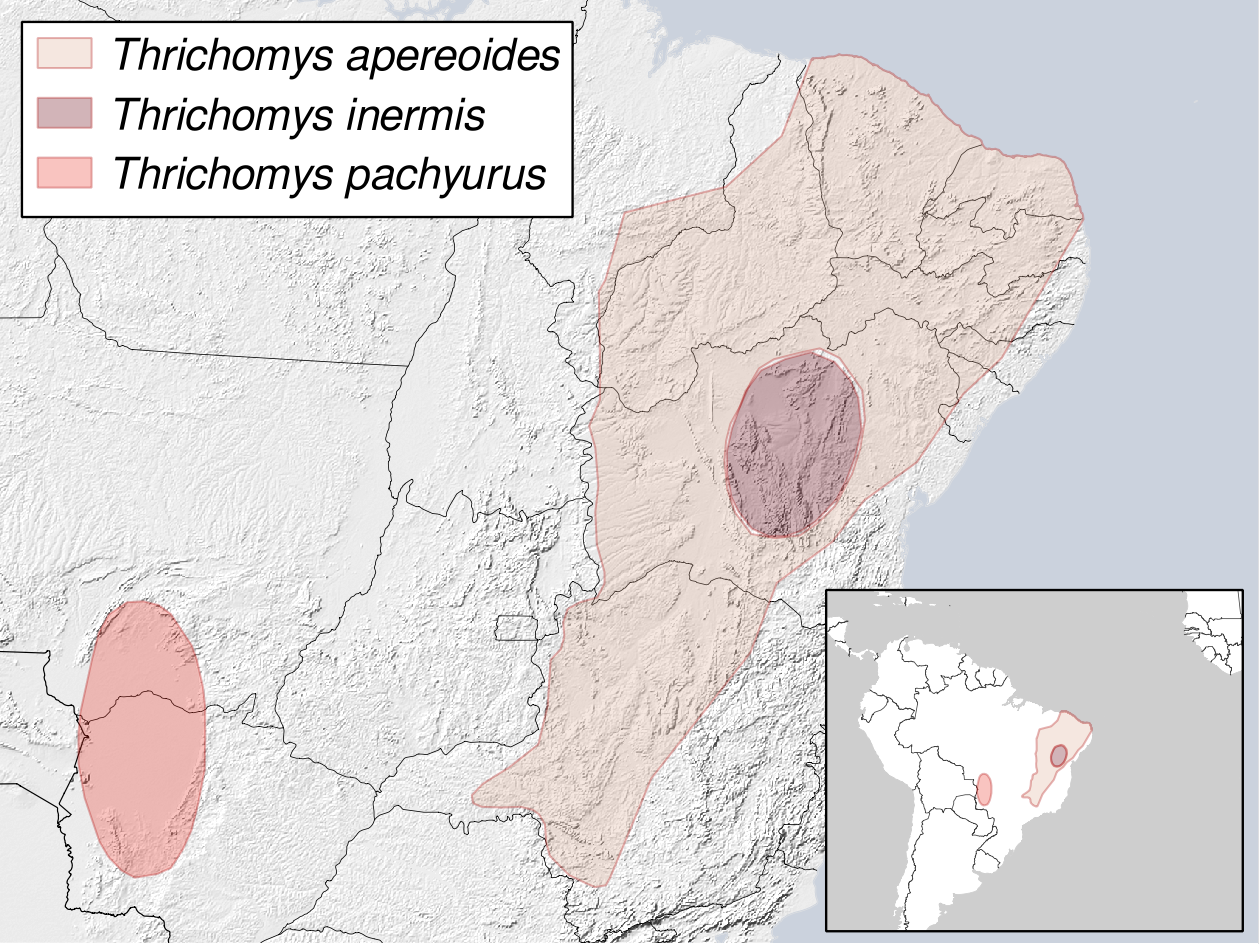
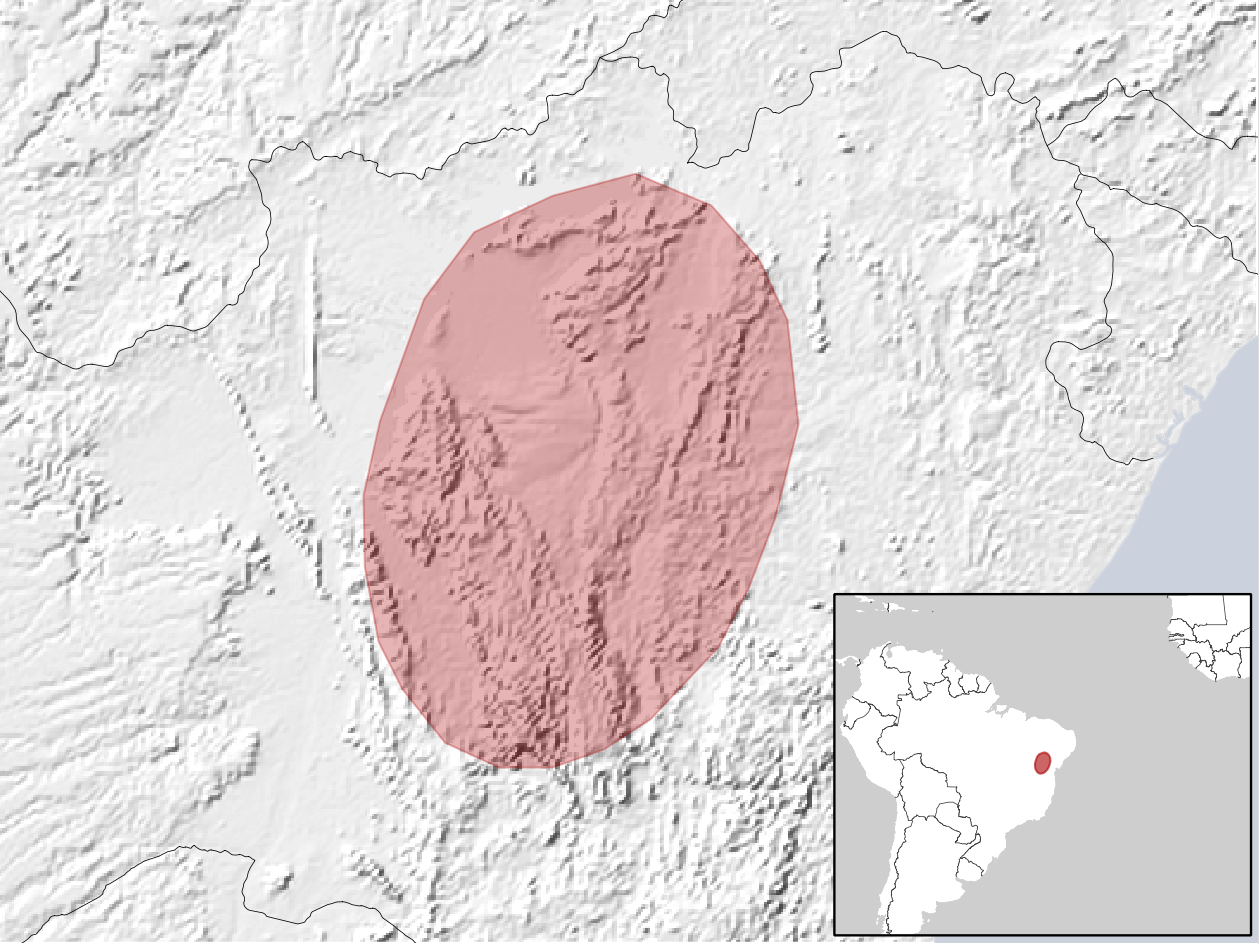